# Maurice Quentin de La Tour
Maurice Quentin de La Tour (Saint-Quentin, 5 de setembro de 1704 – idem, 17 de fevereiro de 1788) foi um pintor rococó da França.
Era filho de um músico e seu patronímico original era Delatour. Com 15 anos foi a Paris para estudar pintura com Jacques Spoede. Em seguida viajou para Reims e para a Inglaterra, voltando à França em 1727 para retomar seus estudos, quando iniciou a trabalhar na técnica do pastel, que o celebrizou. Em 1737 começou a expor retratos com grande sucesso no Salão de Paris, mostrando seus modelos com graça e vivacidade.
Em 1746 foi aceito na Académie royale de peinture et de sculpture, sendo promovido a conselheiro em 1751. Um ano antes fora indicado retratista do rei, mantendo essa posição até 1773, quando sofreu um colapso mental, forçando sua retirada da cena. Enquanto são, desenvolveu atividade filantrópica e fundou uma escola de arte. Joseph Ducreux foi um de seus alunos.

## Obras
Nos anos 1700, Maurice Quentin de La Tour era um dos mais famosos e talentosos pintores de pastel. Apesar de ter iniciado como aprendiz de pintor, foi atraído pela rápida execução do pastel. No final de 1720, ele entrou no mercado de arte de Paris e, em 1735, estabeleceu uma reputação como retratista.

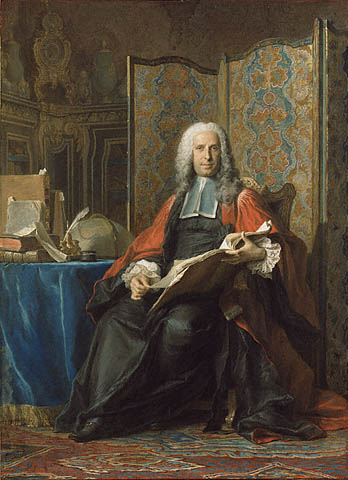
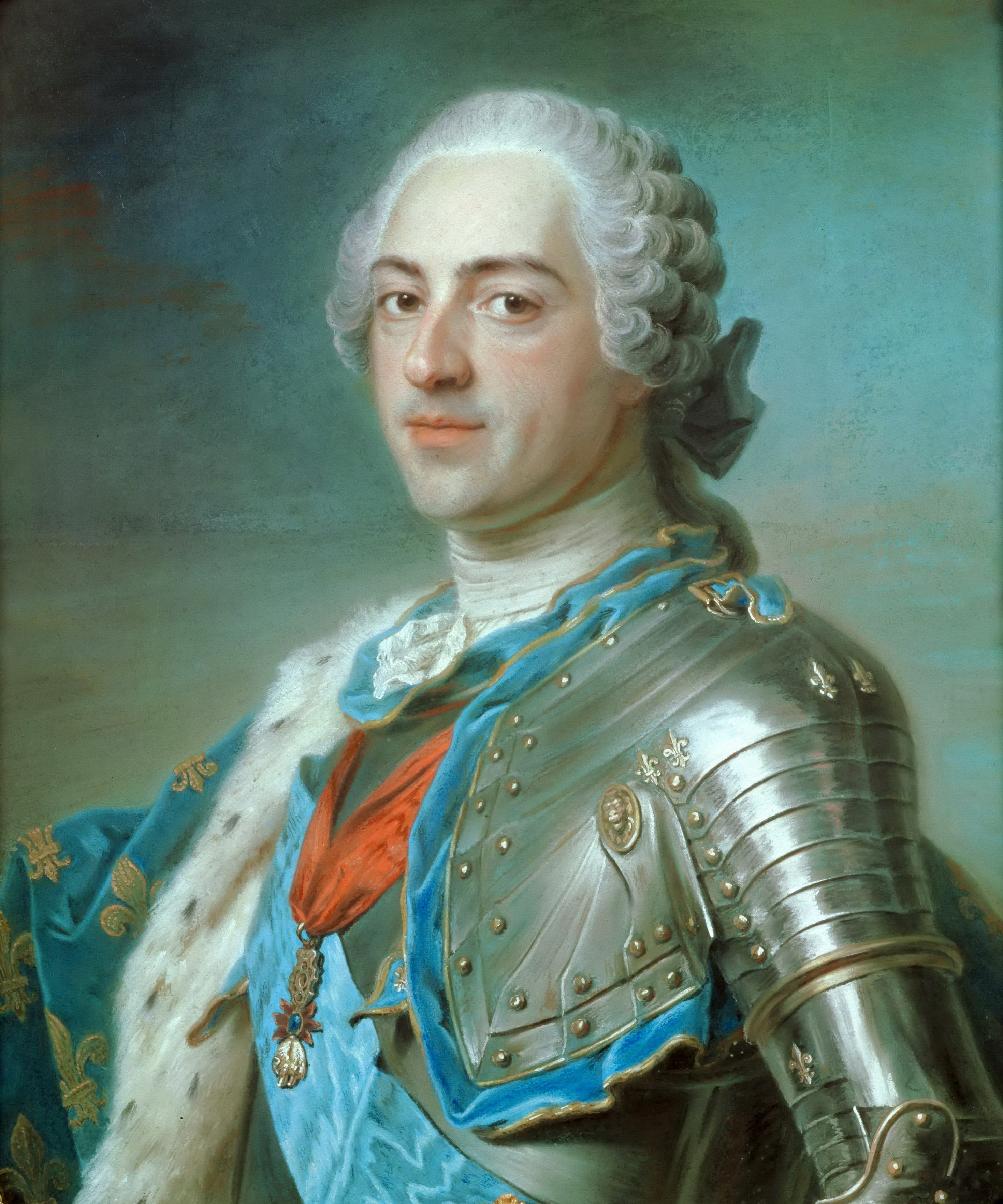
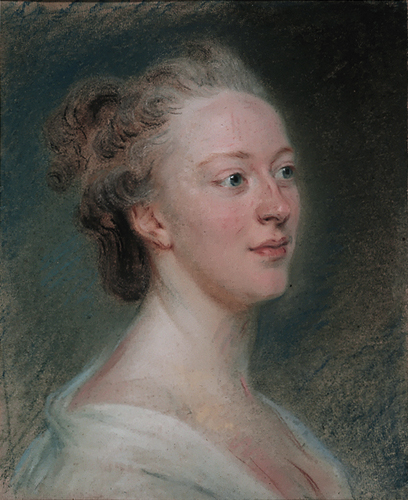
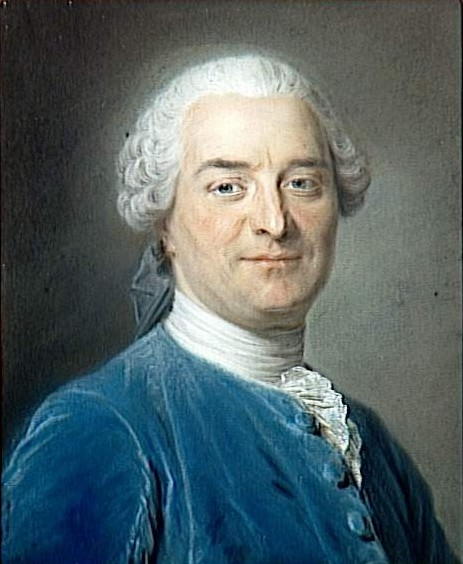
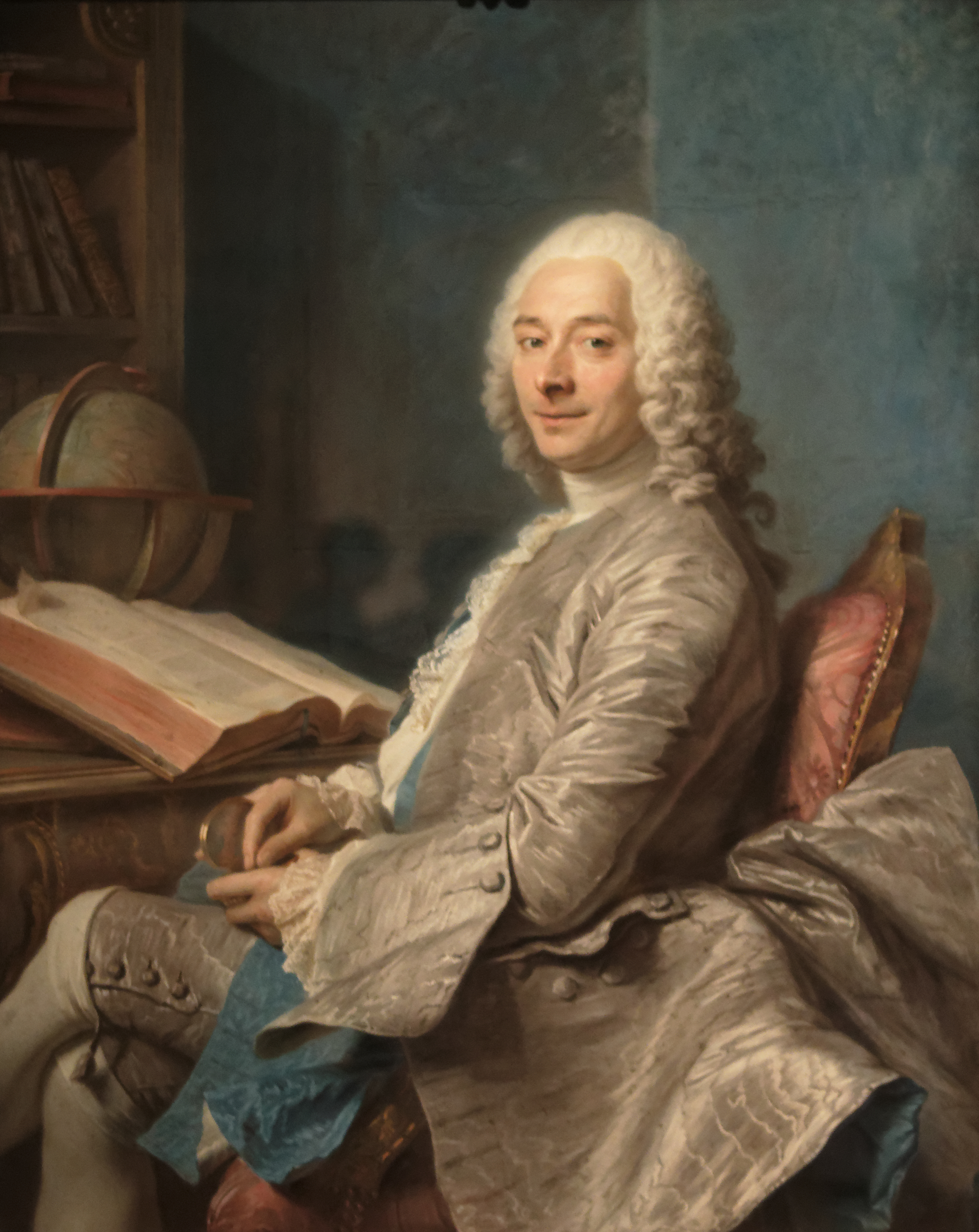
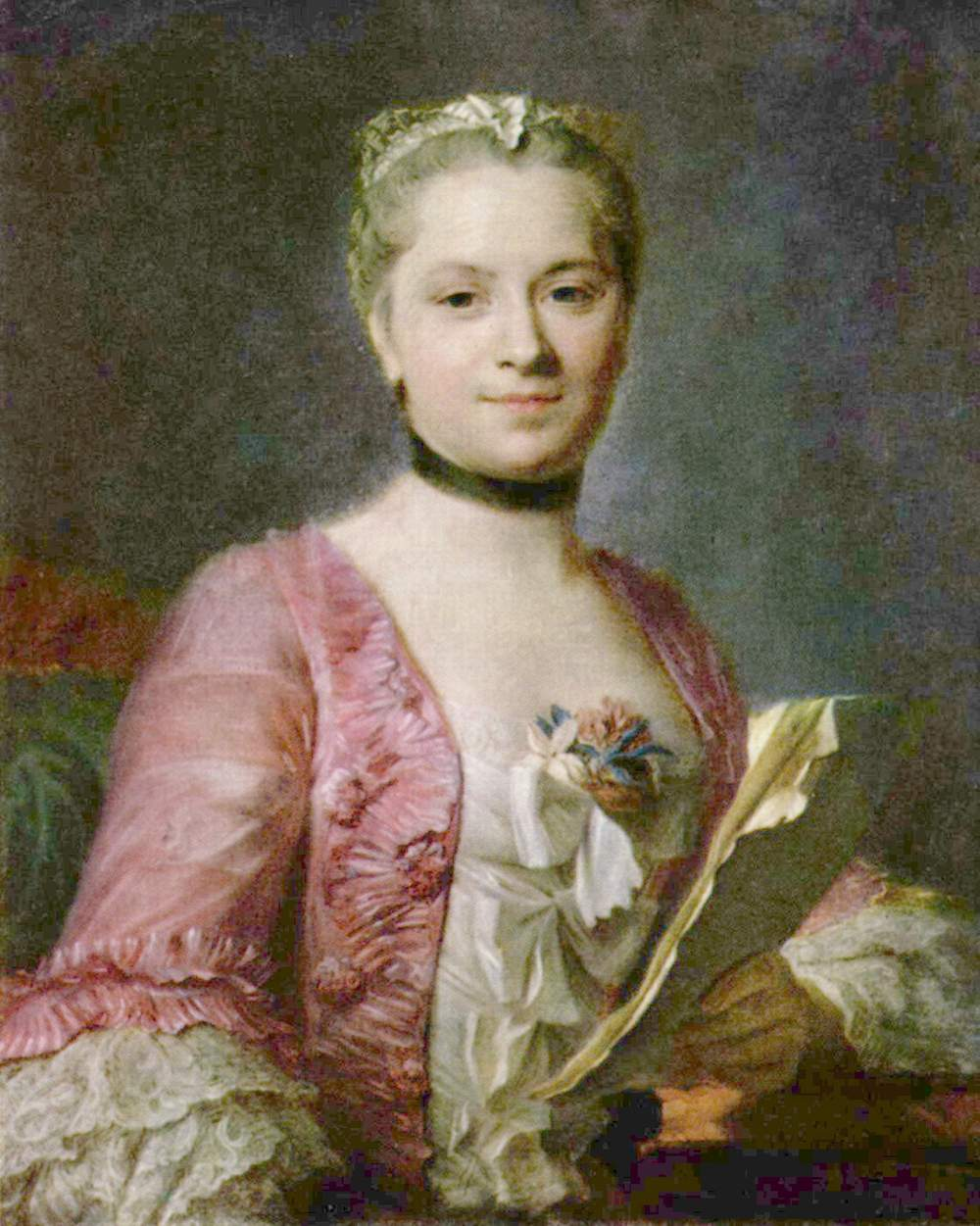
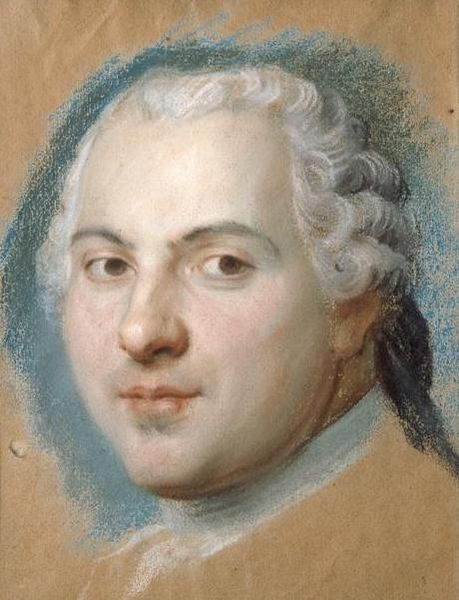
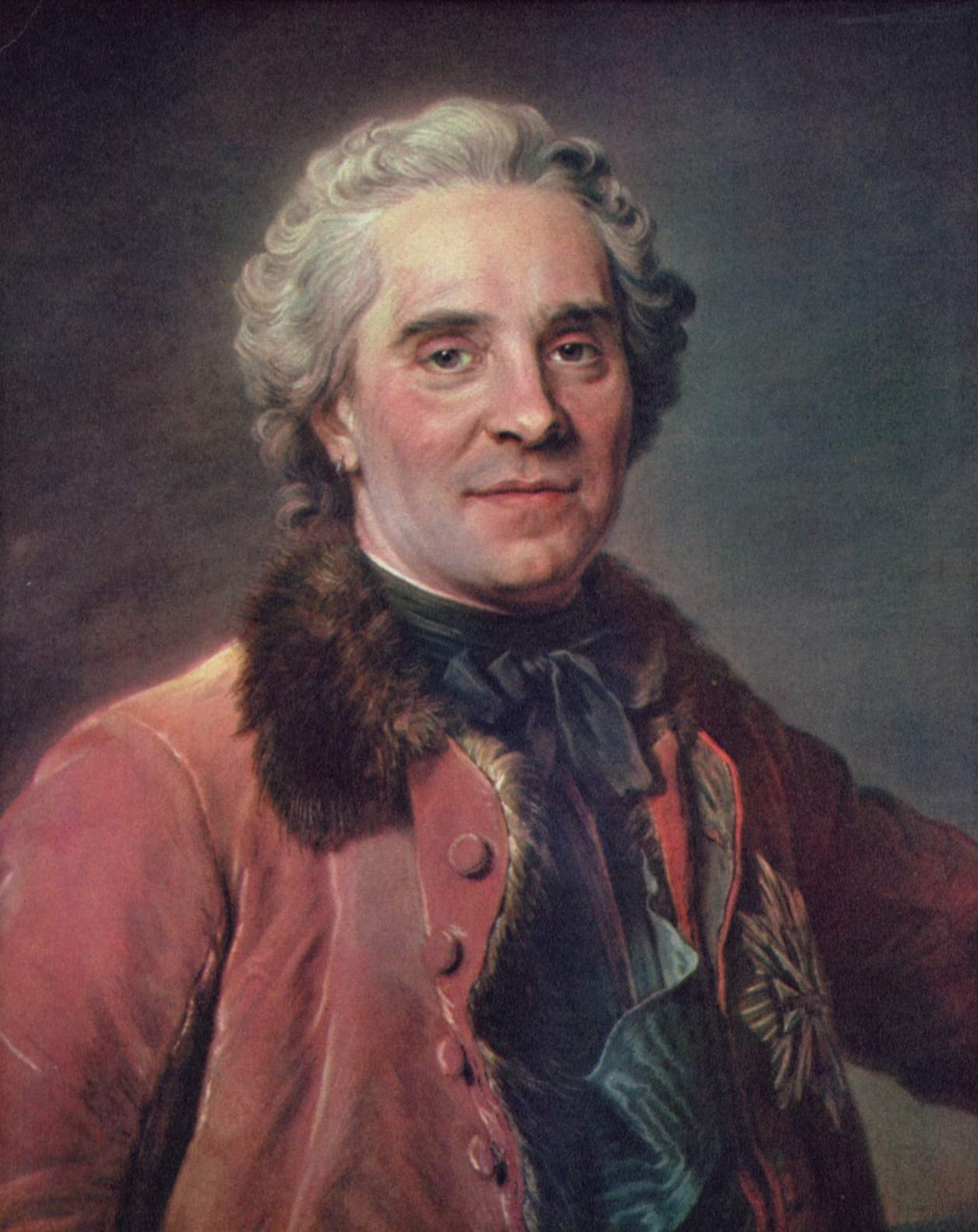
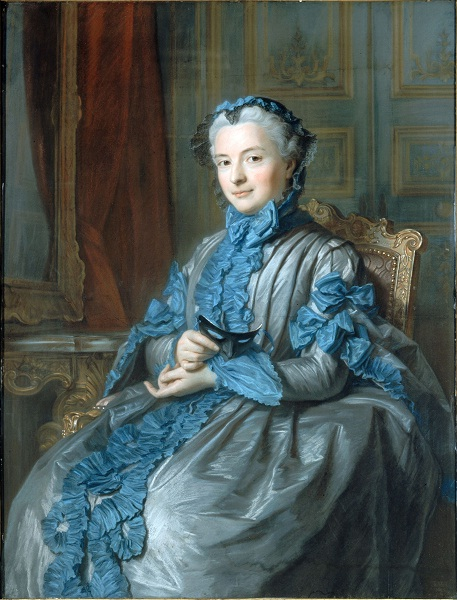
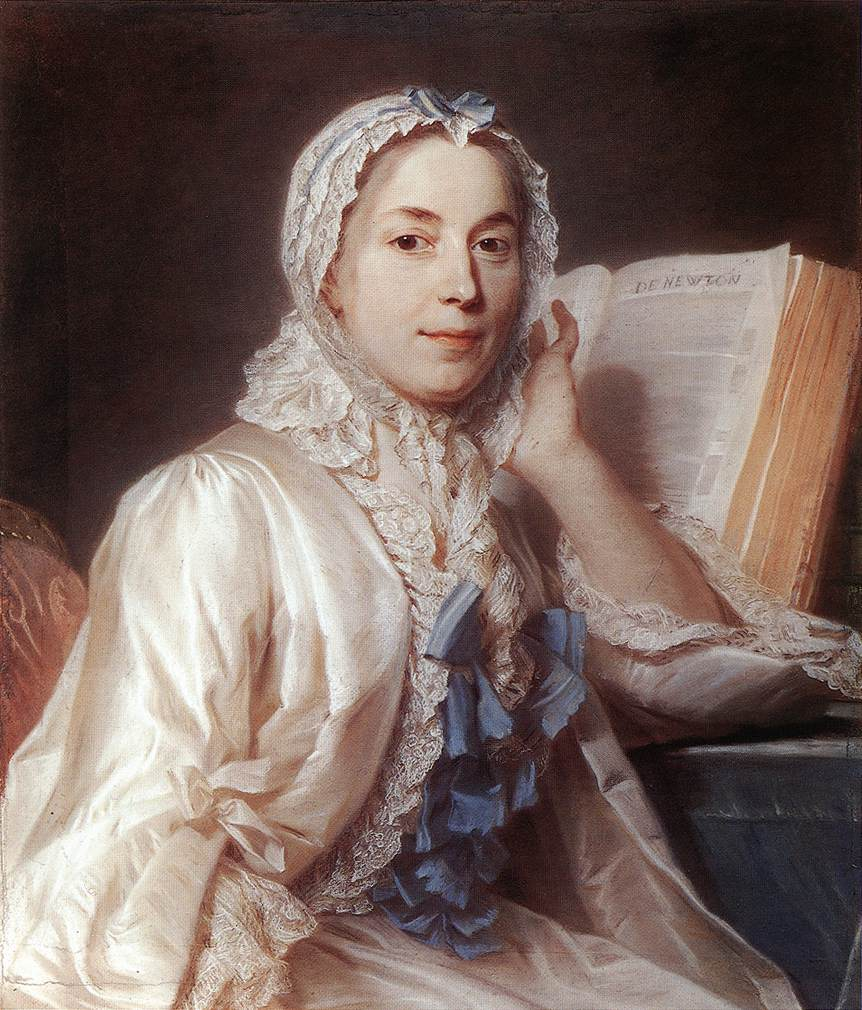
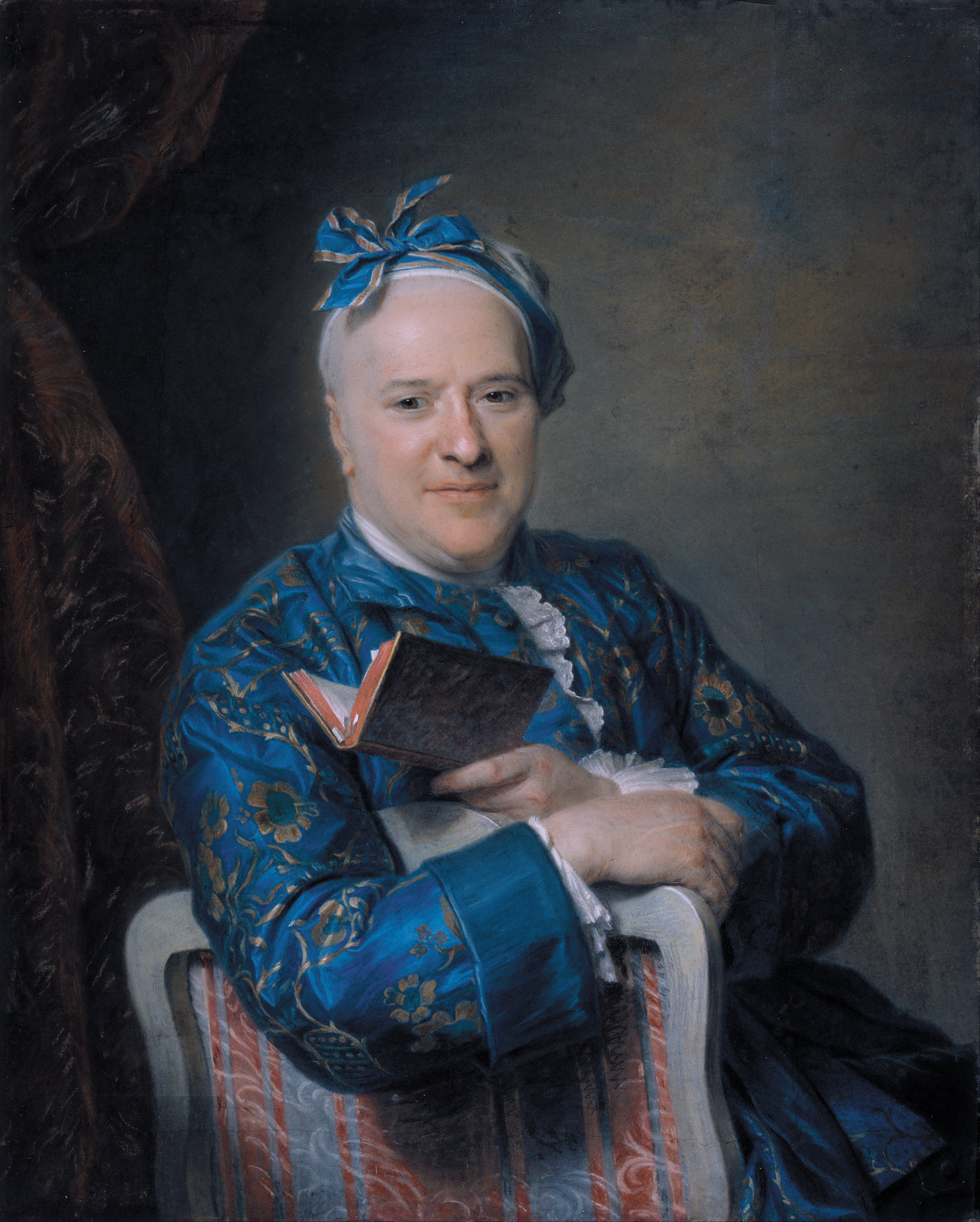
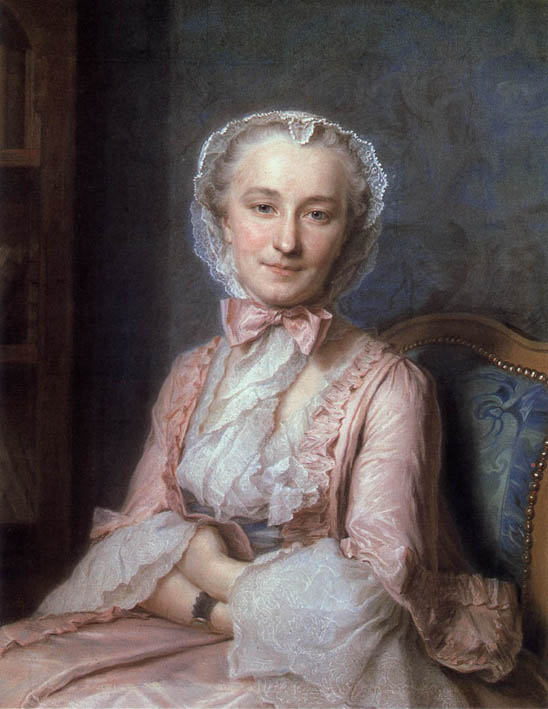
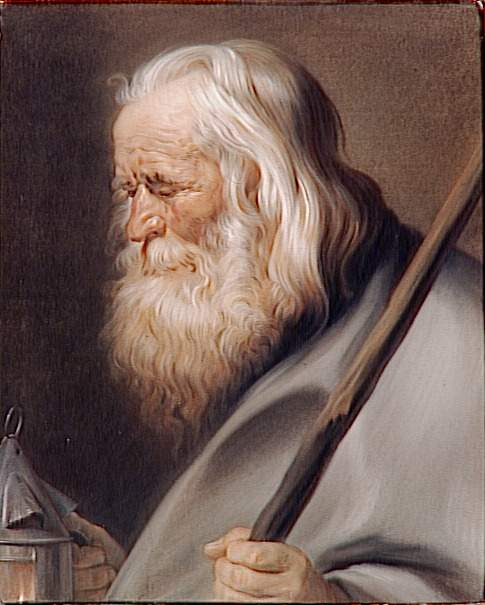
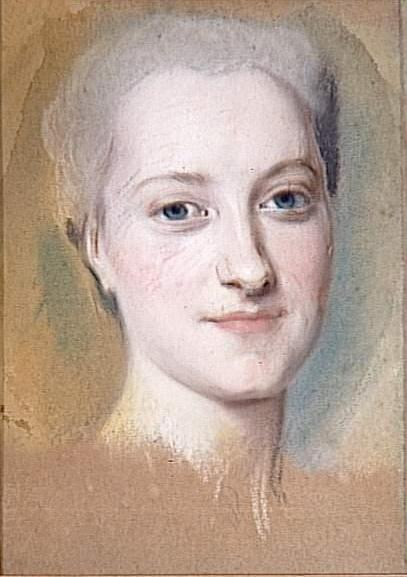

## Leitura complementar
- "Maurice Quentin de La Tour." (1994) Encyclopedia Britannica, 15th ed. London: Cambridge University Press.